# Lei Mattarella
A Lei Mattarella (também conhecida como Mattarellum ou Legge Mattarella em italiano) foi uma reforma das leis eleitorais da Itália, aprovada em 4 de agosto de 1993. É nomeada a partir  do seu autor, o então membro do Parlamento da Itália Sergio Mattarella. A lei também foi apelidada a partir do minotauro da mitologia grega, por ser uma combinação de duas partes diferentes.
Ela foi substituída em 2005 por outra lei, nomeada a partir de Roberto Calderoli.